# کمبریج، باربادوس
کمبریج، باربادوس (به انگلیسی: Cambridge, Barbados) منطقه‌ای مسکونی در پَریشِ سنت جوزف در کشور باربادوس.